# BSD/OS
BSD/OS (originalmente llamado BSD/386 y a veces conocido como BSDi) es una versión propietaria descontinuada del sistema operativo BSD desarrollada por Berkeley Software Design, Inc. (BSDi).
BSD/OS tenía una reputación de fiabilidad en funciones de servidor; el renombrado programador y autor de Unix W. Richard Stevens lo utilizaba para su propio servidor web personal.

## Historia
BSDi se formó en 1991 por miembros del Grupo de Investigación de Sistemas Informáticos (CSRG) de la UC Berkeley para desarrollar y vender una versión propia de BSD Unix para sistemas compatibles con PC con procesadores Intel 386 (o posteriores). Para ello se utilizó el trabajo realizado previamente por Bill Jolitz para portar BSD a la plataforma PC.
BSD/386 1.0 se publicó en marzo de 1993. La empresa vendió licencias y soporte para ello, aprovechando los términos de la licencia BSD que permitían el uso del software BSD en sistemas propietarios, siempre que se diera crédito al autor. A su vez, la empresa contribuyó con código y recursos al desarrollo de sistemas operativos BSD no propietarios. Mientras tanto, Jolitz había abandonado BSDi y publicado de forma independiente un BSD de código abierto para PC, llamado 386BSD. Una de las ventajas del sistema BSDi era una completa y minuciosa documentación de la página de manual para todo el sistema, que incluía explicaciones completas de sintaxis y argumentos, ejemplos, uso de archivos, autores y referencias cruzadas a otros comandos.
Las licencias de BSD/386 (incluyendo el código fuente) tenían un precio de 995 dólares, mucho menos que las licencias de código fuente del Sistema V de UNIX de AT&T, un hecho destacado en sus anuncios. Como parte del acuerdo de USL contra BSDi, BSDI sustituyó el código que había sido escrito para la versión 4.4 BSD-Lite de la Universidad por el código en disputa en su sistema operativo, a partir de la versión 2.0. Para el momento de esta versión, la designación "386" había quedado obsoleta, y BSD/386 fue rebautizado como "BSD/OS". Las versiones posteriores de BSD/OS también soportaron sistemas basados en Sun SPARC. Las versiones de BSD/OS 5.x también estaban disponibles para PowerPC.
La comercialización de BSD/OS se centró cada vez más en las aplicaciones de servidor de Internet. Sin embargo, el mercado cada vez más restringido de software compatible con Unix a finales de los 90 y principios de los 2000 perjudicó las ventas de BSD/OS. En un extremo del mercado, carecía de la certificación del Open Group para llevar la marca UNIX, y de la fuerza de ventas y el soporte de hardware de los grandes proveedores de Unix. Al mismo tiempo, carecía del insignificante coste de adquisición de los BSD y Linux de código abierto. BSD/OS fue adquirido por Wind River Systems en abril de 2001. Wind River dejó de vender BSD/OS a finales de 2003, y el soporte finalizó a finales de 2004.

## Lanzamientos
| BSD/OS (BSDi) version   | Release date    |
| ----------------------- | --------------- |
| BSD/386 (BSDi) 0.3.1    | 1992, abril     |
| BSD/386 (BSDi) 0.3.2    | 1992, junio     |
| BSD/386 (BSDi) 1.0      | 1993, marzo     |
| BSD/386 (BSDi) 1.1      | 1994, febrero   |
| BSD/OS (BSDi) 2.0       | 1995, enero     |
| BSD/OS (BSDi) 2.0.1     | 1995, junio     |
| BSD/OS (BSDi) 2.1       | 1996, enero     |
| BSD/OS (BSDi) 3.0       | 1997, febrero   |
| BSD/OS (BSDi) 3.1       | 1998, marzo     |
| BSD/OS (BSDi) 4.0       | 1998, agosto    |
| BSD/OS (BSDi) 4.0.1     | 1999, marzo     |
| BSD/OS (BSDi) 4.1       | 1999, diciembre |
| BSD/OS (BSDi) 4.2       | 2000, noviembre |
| BSD/OS (Wind River) 4.3 | 2002, marzo     |
| BSD/OS (Wind River) 5.0 | 2003, mayo      |
| BSD/OS (Wind River) 5.1 | 2003, octubre   |